# Ночь в Париже
«Ночь в Париже» (фр. Ouvert la nuit) — французская комедия Эдуара Бера. Премьера фильма состоялась на Фестивале франкофонного кино в Ангулеме 26 августа 2016 года.
В кинотеатрах Франции премьера состоялась 11 января 2017 года, в России — 8 марта. Это третья картина режиссёра после La Bostella (2000) и Akoibon (2005).

## Сюжет
У Луиджи́ есть только одна ночь, чтобы спасти свой театр. Он должен найти обезьяну, способную выйти на сцену и восстановить уважение директора японской сцены; восстановить доверие своей команды и уважение своего лучшего друга — который также является его сотрудником… и продемонстрировать молодой студентке-практикантке, что существует много способов преодоления жизненных препятствий.

## В ролях
| Актёр             | Роль               |
| ----------------- | ------------------ |
| Эдуар Баэр        | Луиджи             |
| Одри Тоту         | Науэль             |
| Грегори Гадебуа   | Марсель            |
| Сабрина Уазани    | Фаэза, практикант  |
| Атмен Калиф       | Камель             |
| Мишель Галабрю    | Играет самого себя |
| Лионель Абелански | Лоло               |
| Мари-Анж Каста    | Клара              |
| Жан-Мишель Лами   | Тео                |
| Кристин Мурийо    | Мадам Пелисье      |
| Мишель Фо         | Директор бара      |